# Eerste Kamerverkiezingen 2023/Kandidatenlijst/PVV
De kandidatenlijst voor de Eerste Kamerverkiezingen van 2023 van de lijst PVV (Partij voor de Vrijheid) (lijstnummer 7) is na controle door de Kiesraad als volgt vastgesteld:
1. M.H.M. (Marjolein) Faber
2. G.A. (Gom) van Strien
3. A.W.J.A. (Alexander) van Hattem
4. A.J.M. (Ton) van Kesteren
5. M. (Max) Aardema
6. I.A. (Ilse) Bezaan
7. J.M. (Jeanet) Nijhof-Leeuw
8. P.H. (Patrick) van der Hoeff
9. N.A. (Nico) Uppelschoten
10. N. (Nicole) Moinat
11. E. (Elmar) Vlottes

FVD · VVD · CDA · GroenLinks · D66 · PvdA · PVV · SP · ChristenUnie · Partij voor de Dieren · 50PLUS · SGP · OPNL · JA21 · BBB · Volt
2011 · 2015 · 2019 · 2023